# 日本景天
日本景天（学名：Sedum japonicum）是景天科景天属的植物。分布在日本、台湾岛以及中国大陆的江西、浙江、安徽、广东、湖南等地，生长于海拔300米至1,000米的地区，多生长在山坡阴湿处，目前尚未由人工引种栽培。
其种加词“japonicum”意为“日本的”。

## 别名
佛甲草、石板菜（改订植物名汇） 黄花方（拉汉种子植物名称）